# IN PHYSICAL
『IN PHYSICAL』（イン・フィジカル）は、日本のロックバンド・L'Arc〜en〜Cielのギタリスト、Kenの1作目のアルバム。2009年4月22日発売。発売元はDanger Crue Records。

## 解説
ロックバンド・L'Arc〜en〜Cielのギタリスト、Kenがソロ名義で発表した初のアルバム作品。L'Arc〜en〜CielやSONS OF ALL PUSSYS（通称：S.O.A.P.）といったバンドで活動を行ってきたKenにとって、これが初の単独名義でリリースされたアルバムとなった。
本作には、2006年に発表した「Speed」に加え、アルバムに先行してリリースしたシングル「Deeper」の表題曲を含めた11曲が収められている。なお、本作のマスタリングは、U2の『ポップ』やニルヴァーナの『ネヴァーマインド』のマスタリングを務めたエンジニアであるハウィー・ウェインバーグ（Masterdisk）が担当している。

### 音楽性と録音作業
本作には様々な音楽ジャンルから影響を受けた楽曲が収録されているが、特にKenが長らく好んで聴いてきた1980年代のハードロックやヘヴィメタルの要素が随所から感じられるアルバムに仕上げられている。本作の制作を振り返り、Kenは「僕はハードロックとかが好きだから、そういう表現の仕方が自分的に盛り上がるから。だからそういう要素が増えれば増えるほどいいなと」「「In Physical」とか「My Angel」のソロとかは、曲調はこうだけどこういう要素がほしいよなってとこで（ひらめいた瞬間に）パッと弾いちゃってるから、やっぱハードロックが好きなんだなっていうところが出てるなって（笑）、後になって思います」と述懐している。
今回の制作では、Kenがすべての収録曲で作曲・編曲・プロデュースを担当している。また、L'Arc〜en〜Cielのサポートキーボーディストの秦野猛行や、ベーシストのTAKASHI（BUG、ex.DIE IN CRIES）が制作に参加している。そして、ドラマーは楽曲毎に異なるミュージシャンを起用しており、今回のレコーディングには村石雅行（FAZJAZ.jp、ex.KENSO）や長谷川浩二（Cube-ray）、JOE（44MAGNUM、ZIGGY）、永井利光、湊雅史（ex.DEAD END）、真矢（LUNA SEA）の計6人が招聘されている。Kenは、本作を制作するにあたってのレコーディングメンバーの選定について「演奏面で、あまり心配したくない環境でやりたかったから。まずそこは楽勝でクリアして、その上にプレイヤーの気持ちとか、プレイヤーのテクニックとか、テクニックがあるがゆえに出せる表現とかを乗せていきたいなと」「僕は、カッコいいのを求めてるのは確実なんですけど、"細かく僕の言った通りにしてほしい"わけじゃなくて。呼んだ人の個性が出てこそ、もっとカッコ良くなるって思うから。より人間臭いものが出てほしい。（2008年からロックバンド、MUCCの）プロデュースをしたことで、そのへんがより、自分のソロに取りこめたかもしれないね」と語っている。

### 楽曲について
前項で示したように、本作には様々なアプローチで制作された楽曲が収められている。本作に収録された楽曲のうち「"S"」「In Physical」「Deeper」「Relax Over」の4曲は、アルバム制作を想定していなかった頃に手掛けられていた楽曲だという。Kenは前記の4曲について「締め切りもないし、コレっていう枠もないから、よけい、脳内直結で許される環境で、自由に作曲が出来るときだった」と述べている。また、他の収録曲に関してもナチュラルな意識で制作していくスタイルだったといい、Kenは本作発売当時に受けた音楽雑誌『音楽と人』のインタビューの中で「一番遠慮してはいけない環境の制作スタイルじゃないですか、ソロって。だから、より自然に出てくるものを出すのが一番いいんだろうなっていうか、気持ちよかったんですね。（中略）だから言うなればアドリブ作曲というか（笑）」と制作を振り返っている。
本作の1曲目に収録された「Repose in Sound Sleep」は、ピアノ・インストゥルメンタルとなっており、Kenがピアノ、キーボード、カリンバを演奏している。Kenはこの曲の制作スタイルについて「ピアノを弾いてますけど、あの抽象的な感覚ってギターを弾き始めた時の感覚と似てるんですよね。なんちゃってでもいいからギターを弾こうとしてた当時の俺と、ピアノを自分のイメージの通り弾きたくて弾いてる1曲目の俺。もちろんふたつの間には”技術”とか”経験”っていう距離はあるけど、何にもとらわれずに音に向かうという作曲の姿勢は似てるというか」と述べており、音楽を始めたころに近い感覚で曲を作りたいという思いがあった旨を語っている。
本作の11曲目に収録された「Save me」には、Kenの内面が色濃く表れたリリックがのせられている。この曲の歌詞のイメージについて、Kenは「他人任せの平安を求めてる感じですね。（中略）そういう考え方ももうそろそろ卒業しなきゃいけないんですけど…」と述べている。また、Kenはこういった歌詞になった経緯について「何を幸せとするかっていうのがね、すごく難しいなぁと思って。自分では決めきれないんですよね。それもいいし、それもいいのはわかるけどぉ〜、みたいな。で、それにともなう苦労もあるわけじゃないですか。それをいろいろ考えた場合、どれが幸せなのかわからない。（中略）どれを幸せと引き換えにして、どれが自分にとって"ああ、よかったね"と思えるのかを見極めようとしすぎてる感じもしたり。多分なりゆきでそうなっちゃうことも多いと思うけど、見極めようとしすぎて、何だかわかんなくなってるのが多分、そういう詞になるんじゃないかな。（中略）だから、"助けて"、と（笑）」と述べている。

### リリース形態
本作は、初回生産限定盤（CD+DVD）と通常盤（CD）の2形態で発売されている。なお、初回盤には本作の2曲目に収録された「"S"」のミュージック・ビデオと、本作の3曲目に収録された「In Physical」のイメージビデオ、そしてレコーディングの模様を収録したDVDが付属されている。

## 収録曲
| #   | タイトル                  | 作詞 | 作曲 | 編曲 | 時間 |
| --- | ------------------------- | ---- | ---- | ---- | ---- |
| 1.  | 「Repose in Sound Sleep」 |      | Ken  | Ken  | 2:33 |
| 2.  | 「"S"」                   | Ken  | Ken  | Ken  | 3:26 |
| 3.  | 「In Physical」           | Ken  | Ken  | Ken  | 5:13 |
| 4.  | 「Spin Along」            | Ken  | Ken  | Ken  | 3:58 |
| 5.  | 「ETERNAL REST」          | Ken  | Ken  | Ken  | 5:06 |
| 6.  | 「Speed」                 | Ken  | Ken  | Ken  | 5:00 |
| 7.  | 「Deeper」                | Ken  | Ken  | Ken  | 4:19 |
| 8.  | 「Gimme Your Name」       | Ken  | Ken  | Ken  | 3:47 |
| 9.  | 「Relax Over」            | Ken  | Ken  | Ken  | 4:00 |
| 10. | 「My Angel」              | Ken  | Ken  | Ken  | 5:06 |
| 11. | 「Save me」               | Ken  | Ken  | Ken  | 3:58 |

## 初回生産限定盤DVD
1. "S"（Music Video）
ディレクター：マサオ
2. In Physical（Image Video）
ディレクター：マサオ
3. Recording映像

## クレジット
| - All Songs Written by Ken - Produced and Arranged by Ken Repose in Sound Sleep - Ken：Piano, Keyboard ,Calimba and Programming "S" - Ken：Vocal, Guitar, Keyboard, Tombourine and Programming - 宮脇“JOE”知史：Drums - TAKASHI：Bass In Physical - Ken：Vocal, Guitar, Keyboard and Programming - 長谷川浩二：Drums Spin Along - Ken：Vocal, Guitar, Keyboard and Programming - 永井利光：Drums - TAKASHI：Bass ETERNAL REST - Ken：Vocal, Whistle, Guitar, Keyboard and Programming - 永井利光：Drums - TAKASHI：Bass Speed - Ken：Vocal and Guitar - 村石雅行：Drums - TAKASHI：Bass - 秦野猛行：Acoustic Piano Deeper - Ken：Vocal, Guitar, Keyboard and Programming - 長谷川浩二：Drums - TAKASHI：Bass Gimme Your Name - Ken：Vocal and Guitar - 湊雅史：Drums and Tombourine - TAKASHI：Bass Relax Over - Ken：Vocal, Guitar, Keyboard and Programming - 宮脇“JOE”知史：Drums - TAKASHI：Bass - 秦野猛行：Electric Piano My Angel - Ken：Vocal, Guitar, Keyboard, Tombourine and Programming - 真矢：Drums - TAKASHI：Bass | Save me - Ken：Vocal, Guitar, Keyboard, Tombourine and Programming - 真矢：Drums - TAKASHI：Bass [Recording Engineers] - Co-produced by 比留間整 - Recorded and Mixed by 比留間整 - Guitar and Bass Technician：Kazutaka Minemori（MASTER TONE） - Digital Editing：Kohei Nakaya（VICTOR STUDIO） - Mastered by ハウィー・ウェインバーグ（MASTER DISK, NYC） - Director：Michiyo Kobayashi（MAVERICK） - Assistant Director：Shigeru Imai（MAVERICK） - \|"S"\| Music Video & \|In Physical\| Image Video Director：マサオ - \|"S"\| Music Video & \|In Physical\| Image Video Producer：Tetsushi Suehiro（GOIS） [Artwork etc] - Art Direction & Design：Koichi Honda（SMC/CR）, Hidekazu Goshima（SMC/CR） - Photograph：Tsukasa Miyoshi（showcase） - Styling：高見佳明 - Hair & Make：荒木尚子（Octbre.） - Props：Kumiko Tanaka（Hi\|IKI） - Art Work Coordination：Yuko Hamasaka（MAVERICK） - Artist Management：Nobuyuki Nakanishi（MAVERICK DC GROUP）, Misa Hanada（MAVERICK） - Management Assistant：Maki Saguchi（MAVERICK） - International Public Relations：Minori Ueda（MAVERICK） - Sales Coordination：Kazuko Abe（DANGER CRUE RECORDS）, Kumiko Iizuka（DANGER CRUE RECORDS）, Daitetsu Kuroki（SonyMusic Distribution(Japan)Inc.） - Promotion：Ryuichi Kato（MAVERICK）, Toru Yamamoto（MAVERICK）, Yoichiro Takeshita（MAVERICK）, Shojiro Matsuo（MAVERICK）, Kayoko Atsumi（MAVERICK）, Rumi Maeda（MAVERICK） - Official Web Creator：Toru Hikino（Colors Entertainment Co.,Ltd）, Atushi Watanabe, Shinji Tsuda, GLOBAL PLUS,INC. - Executive Producer：大石征裕（MAVERICK DC GROUP） - Special Thanks：For everyone who listen to my songs and everyone who loves me, chaso, FERNANDES, Providence |

## タイアップ
| 年     | 楽曲   | タイアップ                                                       |
| ------ | ------ | ---------------------------------------------------------------- |
| 2009年 | Deeper | 日本テレビ系ドラマ『GALACTICA/ギャラクティカ』エンディングテーマ |
| 2009年 | Deeper | 第一興商「DAM☆うた」CMソング                                     |
| 2009年 | "S"    | テレビ朝日系番組『業界技術狩人 ギョーテック』エンディングテーマ  |